# Sceloporus undulatus
Sceloporus undulatus là một loài thằn lằn trong họ Phrynosomatidae. Loài này được Bosc & Daudin mô tả khoa học đầu tiên năm 1801.

## Hình ảnh

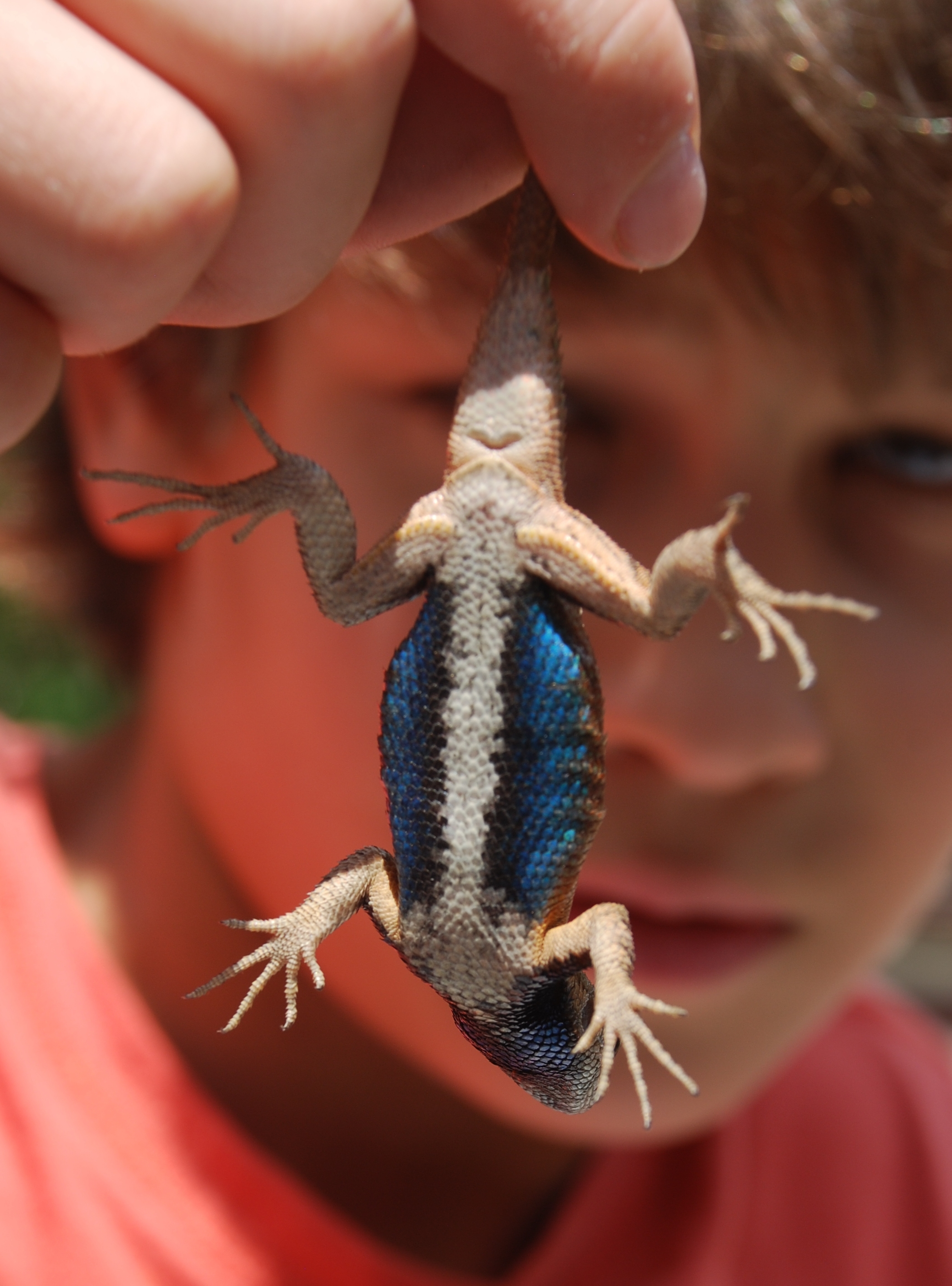
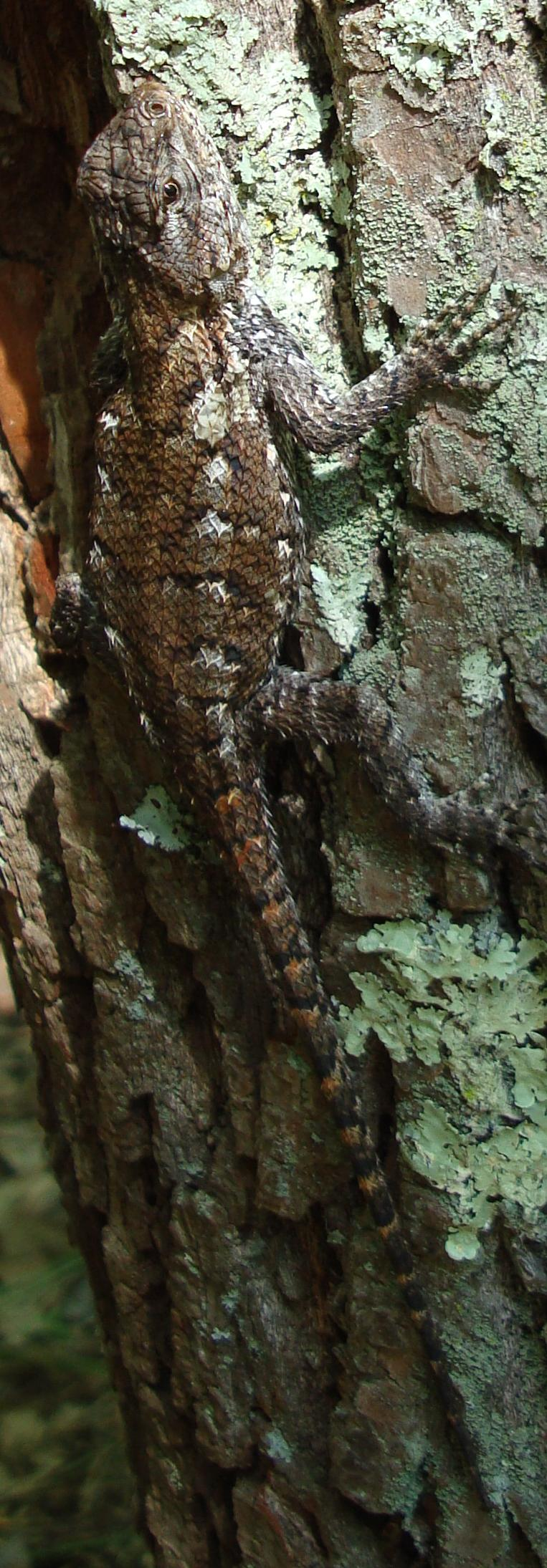
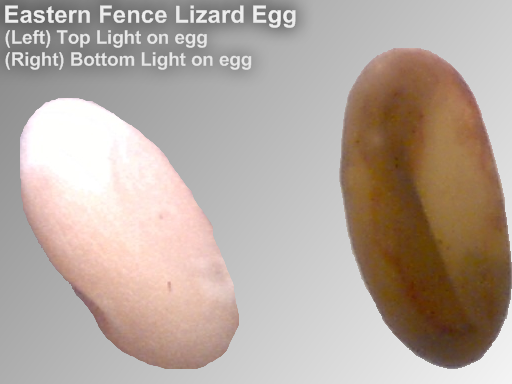
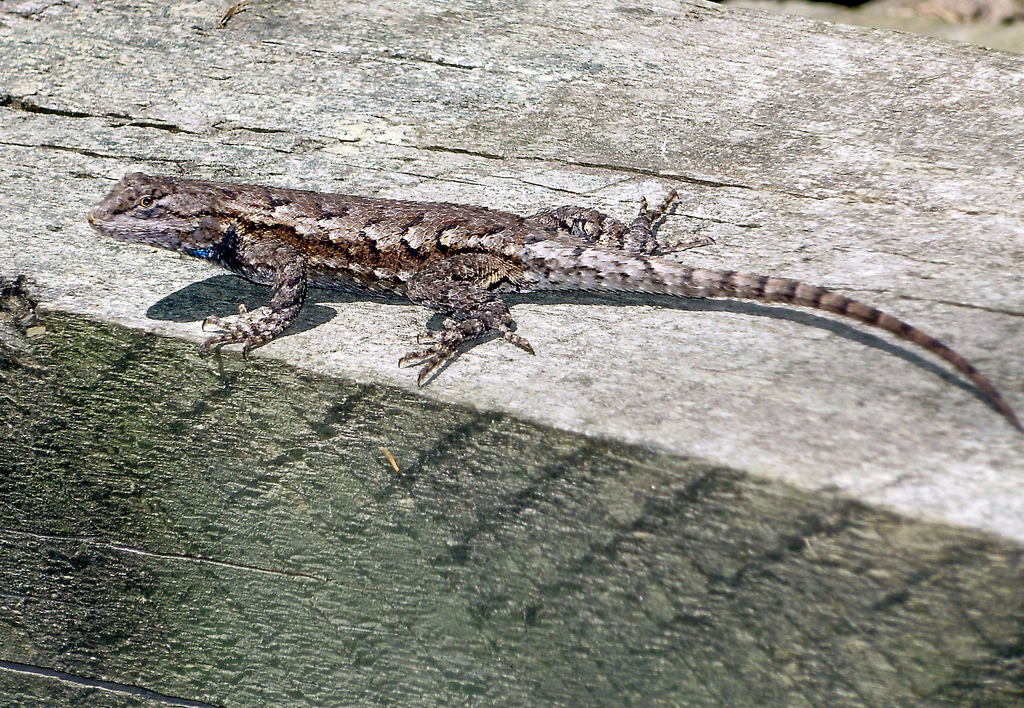